# Bibiani Gold Stars Football Club
Actualités
Le Bibiani Gold Stars Football Club appelé couramment Gold Stars est un club ghanéen de football basé dans la région Nord-Ouest du Ghana et appartenant à la compagnie minière Bibiani Gold Mines.

## Histoire
Le club est fondé en 1998 sous le nom Complex Stars, puis après la prise de contrôle par le groupe minier Bibiani Gold Mines se renomme Bibiani Gold Stars.
En 2021 le club est promu la première fois en première division et assure son maintien en terminant à la 9e place. 
Lors de la saison 2024-2025 le club remporte son premier titre de champion du Ghana lors de la dernière journée de championnat.

## Palmarès
- Ghana Premier League (1) :
  - Champion : 2025